# ソラリスの陽のもとに
『ソラリス』（原題：Solaris）は、ポーランドのSF作家スタニスワフ・レムが1961年に発表したSF小説。レムの代表作であり、20世紀のSFを代表する作品と評価されている。
最初の日本語訳は、『ソラリスの陽のもとに』（ソラリスのひのもとに）の邦題で『S-Fマガジン』1964年10月号～1965年2月号に全5回で掲載された後、1965年にハヤカワ・SF・シリーズより単行本が刊行された。しかし、この日本語版はソビエト連邦で出版されたロシア語版からの翻訳で、原作のポーランド語の表現とは微妙に異なる箇所が多い上に、ソ連当局の検閲でかなりの部分が削除されていた。
2004年に原題通りの『ソラリス』のタイトルでポーランド語原典からの完全翻訳版が国書刊行会より刊行され、2015年にハヤカワ文庫SFから出版された。
『惑星ソラリス』として1972年にソ連で、『ソラリス』として2002年にアメリカ合衆国で、計2度映画化されている。しかし、その両方に原作者のレムは不満を表明している。大きな理由は、この作品の一番の意図が、人間が宇宙で出会うであろう知的生命体は、まったく人間とは異なるものである可能性があることを、象徴的に描くことであったからで、だからタイトルも『ソラリス』なのであり、映画は2作とも、男女の愛や、過去への郷愁などが強調されたものになっているからとの意味のことを述べている。

## 主要登場人物
クリス・ケルビン主人公。語り手の「私」。ソラリス学を研究する心理学者。ソラリス観測ステーションで起きている謎の事態を調査するために、そこに送られてくる。
スナウトサイバネティクス研究者。ソラリス観測ステーションに滞在中。
サルトリウス物理学者。ソラリス観測ステーションに滞在中。
ギバリャン心理学者。ケルビンの先輩。ソラリス観測ステーションに滞在していたが、ケルビンが到着する前に自殺した。
ハリーケルビンがかつて同棲していた恋人（※ケルビンがハリーのコピーを妻と紹介する場面があるが妻なのかは不明）。10年前、19歳の時に自殺している。喧嘩したケルビンが家を出て行ったとき、死んでやるとの発言をしたが、そのさいケルビンに君にできるわけがないと不用意な言葉を返され、自殺した。
ケルビンの「客」（ハリーのコピー）ケルビンの前に現れたハリーのコピー。ケルビンはハリーのコピーを宇宙空間にロケットで排出したが再度現れる。

## あらすじ
時は未来。青と赤のふたつの太陽のまわりをめぐり、有機的な活動を見せる不可思議な海で覆われた惑星ソラリスは、発見されて以来、数々の謎を生んできた歴史があり、それは「ソラリス学」という学問を誕生させるまでに至っている。そのソラリス上空に浮かぶソラリス観測ステーションで発生する奇妙な現象と「海」の謎を探るために心理学者のケルビンがあらたに派遣され、到着する。
ケルビンはまず、先任者の一人であるスナウトに会うが、なかなかまともな会話が成立しない。心理学者としてケルビンの先輩でもある先任研究員ギバリャンは自殺している。ケルビンは黒人の大女がステーション内を歩いているのを見る。もうひとりの先任研究員、自室に閉じこもりきりのサルトリウスの部屋には、小さな子供が走っているかのような様子がうかがえる。
ケルビンの居室にもほどなくして、10年前に自殺した恋人ハリーが現れる。ケルビンとハリーはかつて一緒に暮らしていたが、ある日喧嘩をし、ケルビンは家から出て行った。その去り際、ハリーは死んでやるとの意味の言葉をケルビンに投げかけたが、ケルビンは弱虫の君にできるわけがないとの不用意な意味の言葉を返してしまった。そのあとケルビンは致死の薬が家にあることを思い出して気になったが、戻ったときにはハリーはそれを注射して死んでいた。そういう過去があったのだ。
ケルビンの前にあらわれた「ハリー」はなぜ、自分がここにいるのか、どこから来たか知らない。ケルビンは恐ろしさのあまり、「ハリー」を脱出用ロケットに乗せ、宇宙へ飛ばしてしまうが、また「ハリー」はケルビンの前に出現する。どうやら、それは、知的生命体との仮説もあげられているソラリスの「海」が、ステーション内にいる人間の記憶から生み出すコピーであるらしかった。研究員たちが「客」と呼ぶ彼らは、一見人間のようだが、怪我をしてもすぐに再生する。が、一方では「海」が作っているのならば、「客」はソラリスを離れると消滅する存在ではないかと推測される。
ケルビンはやがてオリジナルのハリーの死への自責の念に苦しみながらも、「ハリー」を愛するようになる。一方でステーション内の図書室でソラリス学の研究史をひもときながら「海」の真意を探ろうとする。
「ハリー」の血液を検査したケルビンの発見にヒントを得て、サルトリウスらは「客」を物理的に消滅させる方法を考案し、準備を進める。それはこちらの意識を（無意識ともにひっくるめて）X線にて「海」に照射して送るという方法だった。誰の意識（無意識）を送るかはケルビンが選ばれる。
その実験は成功し、「ハリー」は消える。ケルビンはむなしいような名状しがたい感情に襲われるが、実は、ギバリャンが残した音声記録をこっそり聞いた「ハリー」は、自分が「海」に作られた物質であること、ケルビンに苦痛を与えていることを知り、サルトリウスの装置で消滅させられることを自ら選んだということを、「ハリー」の別れの手紙から知る。
「海」は「客」を送り込むことで、敵とみなした人類に苦痛を与えようとしていたのか、それとも好意を示そうとしていたのか、あるいはただ何かの実験、遊戯をしようとしていたのか。あまりにも人間とはかけ離れた存在である知的生命体である「海」の意図することはいまだもってわからない。ステーションで「ハリー」とケルビンがつちかった愛情にはどんな意味があったのか。すべての理解への道は果てしないが、ケルビンは「ハリー」喪失の虚無感を乗り越え、新たにこの未知の知的生命体とのあいだに起こる奇跡を信じ、期待して、ソラリスに残ることを選ぶ。

## 翻訳上の問題
ソ連時代のロシア語訳は検閲によって内容の一部が削除されている。削除された箇所は全体の一割弱に及ぶ。
飯田規和による日本語訳はロシア語訳からの重訳であるため削除された内容を含まない。沼野充義による日本語訳はポーランド語版から直接訳されたため全文が訳されている。

## 映像化
- 『ソラリス (テレビ映画)（英語版）』（1968年、ソ連） - 最も原作に忠実な映像作品。
- 『惑星ソラリス』（1972年、ソ連）
- 『ソラリス』（2002年、アメリカ合衆国）

この他NHKの『100分de名著』で一部のシーンがアニメ化されている。

## 日本語訳書
- 飯田規和訳『ソラリスの陽のもとに』（早川書房・ハヤカワ・SF・シリーズ、1965年。世界SF全集、第23巻、早川書房、1968年。ハヤカワ文庫SF、初版1977年、カバー改版2002年） ISBN 978-4150102371。映画化にあわせ新版刊
- 沼野充義訳『ソラリス』（国書刊行会「スタニスワフ・レム　コレクション」、2004年） ISBN 978-4336045010
- 沼野充義訳『ソラリス』（ハヤカワ文庫SF、2015年） ISBN 978-4150120009